# Moltke Harbour
Moltke Harbour est une rade de Géorgie du Sud, dans l'océan Atlantique Sud ouverte vers la baie Royal. Elle a été nommée en l’honneur du navire de l’expédition allemande de l’Année polaire internationale de 1882-83.
Sa côte abrite des rookeries de Manchots papous et on observe la présence de rennes (Rangifer tarandus).